# Lijst van rijksmonumenten aan de Nieuwe Herengracht
Een overzicht van de 104 rijksmonumenten aan de Nieuwe Herengracht in Amsterdam.
| Object | Oorspronkelijke functie?  | Bouwjaar                                         | Architect | Locatie                     | Coördinaten?                  | Nr.?   | Afbeelding                                                              |
| --- | ------------------------- | ------------------------------------------------ | --------- | --------------------------- | ----------------------------- | ------ | ----------------------------------------------------------------------- |
| Corvershof | Sociale zorg, liefdadigh. | 1723 (schilddak)                                 |           | Nieuwe Herengracht 16       | 52° 21' 57" NB, 4° 54' 13" OL | 1954   | Meer afbeeldingen                                                       |
| Amstelrank (of voormalige Nederlandse Hervormde Diaconie Bestedelingenhuis). Vrijstaand vierkant huis onder schilddak waarop vier schoorstenen. Dakkapel, deuromlijsting, stichtingssteen. Oorspronkelijke roedenverdeling. Tuinmuren t.w.z. van de gevel, in de linkse gebosseerde hekpijlers | Sociale zorg, liefdadigh. | 1789                                             |           | Nieuwe Herengracht 20       | 52° 21' 58" NB, 4° 54' 15" OL | 1955   | Meer afbeeldingen                                                       |
| Pand met halsgevel met oeils-de-boeuf | Gebouw                    | laatste kwart 17e eeuw                           |           | Nieuwe Herengracht 7        | 52° 21' 58" NB, 4° 54' 8" OL  | 1917   | Pand met halsgevel met oeils-de-boeuf                                   |
| Pand met gevel met geblokte zandstenen hoeklisenen onder door vlieringluik onderbroken rechte lijst | Gebouw                    | 18e/19e eeuw                                     |           | Nieuwe Herengracht 11A-E    | 52° 21' 58" NB, 4° 54' 8" OL  | 1918   | Meer afbeeldingen                                                       |
| Pand met gevel met geblokte zandstenen hoeklisenen onder door vlieringluik onderbroken rechte lijst | Gebouw                    | 18e/19e eeuw                                     |           | Nieuwe Herengracht 11       | 52° 21' 58" NB, 4° 54' 8" OL  | 47506  | Meer afbeeldingen                                                       |
| Pand met gevel onder rechte lijst | Gebouw                    | mogelijk 18e eeuw                                |           | Nieuwe Herengracht 15       | 52° 21' 59" NB, 4° 54' 9" OL  | 1919   | Meer afbeeldingen                                                       |
| Pand met gevel gewijzigd 19 en 20e eeuw onder rechte lijst | Gebouw                    | mogelijk 18e eeuw                                |           | Nieuwe Herengracht 19       | 52° 21' 59" NB, 4° 54' 10" OL | 1920   | Pand met gevel gewijzigd 19 en 20e eeuw onder rechte lijst              |
| Pand met gevel onder rechte lijst met consoles | Gebouw                    | laatste kwart 17e eeuw                           |           | Nieuwe Herengracht 25       | 52° 21' 59" NB, 4° 54' 10" OL | 1921   | Pand met gevel onder rechte lijst met consoles                          |
| Pand met gevel onder rechte lijst met consoles | Gebouw                    | eerste helft 18e eeuw                            |           | Nieuwe Herengracht 31       | 52° 21' 59" NB, 4° 54' 11" OL | 1922   | Meer afbeeldingen                                                       |
| Pand met halsgevel met lisenen | Woonhuis                  | tweede helft 17e eeuw                            |           | Nieuwe Herengracht 33       | 52° 21' 59" NB, 4° 54' 12" OL | 1923   | Meer afbeeldingen                                                       |
| Pand met klokgevel met oeils-de-boeuf | Woonhuis                  | tweede helft 17e eeuw                            |           | Nieuwe Herengracht 35       | 52° 21' 59" NB, 4° 54' 12" OL | 1924   | Meer afbeeldingen                                                       |
| Waterleidingpanden | Gebouw                    | tweede helft 17e eeuw                            |           | Nieuwe Herengracht 45A      | 52° 21' 59" NB, 4° 54' 13" OL | 1925   | Upload foto                                                             |
| Dubbel huis met gevel voorzien van middenrisaliet en hoeklisenen | Gebouw                    | 17e/18e eeuw                                     |           | Nieuwe Herengracht 47       | 52° 21' 59" NB, 4° 54' 13" OL | 395455 | Meer afbeeldingen                                                       |
| Dubbel huis met gevel onder rechte lijst met balustrade | Gebouw                    | ca. 1800                                         |           | Nieuwe Herengracht 49       | 52° 21' 59" NB, 4° 54' 14" OL | 395464 | Meer afbeeldingen                                                       |
| Pand met gevel onder rechte lijst waarop dakkapel met snijwerk | Gebouw                    | 18e eeuw                                         |           | Nieuwe Herengracht 51       | 52° 21' 60" NB, 4° 54' 16" OL | 395469 | Meer afbeeldingen                                                       |
| Pand met klokgevel met festoen | Gebouw                    | tweede helft 17e eeuw                            |           | Nieuwe Herengracht 61       | 52° 22' 2" NB, 4° 54' 22" OL  | 1926   | Meer afbeeldingen                                                       |
| Huis, vanwege de zandstenen afdekkingen van - en het festoen in de klokvormige top | Woonhuis                  | derde of laatste kwart 17e eeuw                  |           | Nieuwe Herengracht 63       | 52° 22' 2" NB, 4° 54' 23" OL  | 1927   | Meer afbeeldingen                                                       |
| Pand met klokgevel met rollagen | Gebouw                    | 18e eeuw                                         |           | Nieuwe Herengracht 69       | 52° 22' 2" NB, 4° 54' 23" OL  | 1928   | Meer afbeeldingen                                                       |
| Hoekhuis met gevel onder rechte lijst | Gebouw                    | 18e/19e eeuw                                     |           | Nieuwe Herengracht 71       | 52° 22' 2" NB, 4° 54' 23" OL  | 1929   | Meer afbeeldingen                                                       |
| Pand met gevel onder rechte lijst | Gebouw                    | laatste helft 17e eeuw                           |           | Nieuwe Herengracht 93       | 52° 22' 4" NB, 4° 54' 26" OL  | 1930   | Meer afbeeldingen                                                       |
| Dubbel huis met gevel voorzien van hoeklisenen onder rechte lijst | Gebouw                    | laatste helft 17e eeuw                           |           | Nieuwe Herengracht 95       | 52° 22' 4" NB, 4° 54' 26" OL  | 1931   | Meer afbeeldingen                                                       |
| Fors huis met rechts aangebouwde lagere travee | Gebouw                    | eerste kwart 18e eeuw                            |           | Nieuwe Herengracht 99       | 52° 22' 5" NB, 4° 54' 27" OL  | 1932   | Meer afbeeldingen                                                       |
| Dubbel huis onder schilddak met 4 schoorstenen | Gebouw                    | ca. 1750-1755                                    |           | Nieuwe Herengracht 103      | 52° 22' 5" NB, 4° 54' 28" OL  | 1933   | Meer afbeeldingen                                                       |
| Pand met gevel onder verhoogde gesneden lijst met kuif | Gebouw                    | ca. 1750                                         |           | Nieuwe Herengracht 105      | 52° 22' 5" NB, 4° 54' 28" OL  | 1934   | Meer afbeeldingen                                                       |
| Pand met gevel onder verhoogde gesneden lijst met kuif | Gebouw                    | ca. 1750                                         |           | Nieuwe Herengracht 107      | 52° 22' 5" NB, 4° 54' 28" OL  | 1935   | Pand met gevel onder verhoogde gesneden lijst met kuif                  |
| Pand met gevel onder rechte lijst met consoles | Gebouw                    | derde kwart 18e eeuw                             |           | Nieuwe Herengracht 109A     | 52° 22' 6" NB, 4° 54' 28" OL  | 1936   | Pand met gevel onder rechte lijst met consoles                          |
| Pand met gevel onder rechte lijst | Gebouw                    | 18e eeuw                                         |           | Nieuwe Herengracht 113A     | 52° 22' 6" NB, 4° 54' 29" OL  | 1937   | Pand met gevel onder rechte lijst                                       |
| Pand met gepleisterde gevel onder rechte lijst met consoles | Gebouw                    | mogelijk laatste kwart 18e eeuw                  |           | Nieuwe Herengracht 117      | 52° 22' 6" NB, 4° 54' 29" OL  | 1938   | Pand met gepleisterde gevel onder rechte lijst met consoles             |
| Pand met gevel onder rollagentop | Gebouw                    | 18e/19e eeuw                                     |           | Nieuwe Herengracht 131      | 52° 22' 7" NB, 4° 54' 31" OL  | 1939   | Pand met gevel onder rollagentop                                        |
| Pand met halsgevel | Gebouw                    | eerste kwart 18e eeuw                            |           | Nieuwe Herengracht 135I     | 52° 22' 7" NB, 4° 54' 31" OL  | 1940   | Pand met halsgevel                                                      |
| Pand met gepleisterde gevel onder rechte lijst, met vensteromlijstingen | Gebouw                    | eerste helft 19e eeuw                            |           | Nieuwe Herengracht 137      | 52° 22' 7" NB, 4° 54' 31" OL  | 1941   | Pand met gepleisterde gevel onder rechte lijst, met vensteromlijstingen |
| Pand met gevel onder zware versierde lijst met een hoekconsole | Woonhuis                  | eerste of tweede kwart 18e eeuw                  |           | Nieuwe Herengracht 141      | 52° 22' 8" NB, 4° 54' 31" OL  | 1942   | Pand met gevel onder zware versierde lijst met een hoekconsole          |
| Dubbel huis met zandstenen gevel voorzien van geblokte hoeklisenen, gebeeldhouwde middentravee en rechte, in het midden verhoogde lijst met consoles | Gebouw                    | eerste of tweede kwart 18e eeuw                  |           | Nieuwe Herengracht 143A     | 52° 22' 8" NB, 4° 54' 32" OL  | 1943   | Meer afbeeldingen                                                       |
| Pand met halsgevel met borstbeeld | Gebouw                    | ca. 1700 of eerste kwart 18e eeuw                |           | Nieuwe Herengracht 181      | 52° 22' 10" NB, 4° 54' 35" OL | 1944   | Meer afbeeldingen                                                       |
| Pand met halsgevel met borstbeeld | Gebouw                    | ca. 1700 of eerste kwart 18e eeuw                |           | Nieuwe Herengracht 183      | 52° 22' 10" NB, 4° 54' 35" OL | 1945   | Meer afbeeldingen                                                       |
| Pand met halsgevel met borstbeeld | Woonhuis                  | ca. 1700 of eerste kwart 18e eeuw                |           | Nieuwe Herengracht 185      | 52° 22' 10" NB, 4° 54' 36" OL | 1946   | Meer afbeeldingen                                                       |
| Huis | Gebouw                    | ca. 1700 of eerste kwart 18e eeuw                |           | Nieuwe Herengracht 187      | 52° 22' 10" NB, 4° 54' 36" OL | 1947   | Huis                                                                    |
| Pand met halsgevel met borstbeeld | Gebouw                    | ca. 1700 of eerste kwart 18e eeuw                |           | Nieuwe Herengracht 219      | 52° 22' 11" NB, 4° 54' 36" OL | 1948   | Meer afbeeldingen                                                       |
| Pand met gevel en voorzien van een rechte lijst | Gebouw                    | 18e/19e eeuw                                     |           | Nieuwe Herengracht 223      | 52° 22' 11" NB, 4° 54' 36" OL | 1949   | Meer afbeeldingen                                                       |
| Pand met halsgevel | Gebouw                    | ca. 1700 of eerste kart 18e eeuw                 |           | Nieuwe Herengracht 231, 245 | 52° 22' 11" NB, 4° 54' 36" OL | 1950   | Meer afbeeldingen                                                       |
| Pand met halsgevel | Gebouw                    | ca. 1700 of eerste kwart 18e eeuw                |           | Nieuwe Herengracht 235      | 52° 22' 11" NB, 4° 54' 36" OL | 1951   | Meer afbeeldingen                                                       |
| Pand verbouwd onder rechte lijst voorzien van nieuw dak | Gebouw                    | 18e eeuw (kern) tweede helft 19e eeuw (verbouwd) |           | Nieuwe Herengracht 259      | 52° 22' 12" NB, 4° 54' 38" OL | 1953   | Pand verbouwd onder rechte lijst voorzien van nieuw dak                 |